# Operador Nacional do Sistema Elétrico
O Operador Nacional do Sistema Elétrico (ONS) é uma entidade brasileira de direito privado sem fins lucrativos que é responsável pela coordenação e controle da operação das instalações de geração e transmissão de energia elétrica do Sistema Interligado Nacional (SIN), sob a fiscalização e regulação da Agência Nacional de Energia Elétrica (Aneel) do Brasil. O ONS foi criado em 26 de agosto de 1998, pela Lei nº 9.648 de 1998, com a regulamentação decretada pelo Decreto nº 5.081 de 14 de maio 2004 e alterada pela Lei nº 10.848 de 15 de maio de 2004.
O ONS tem 97% de seu orçamento anual bancado por tarifas cobradas na conta de luz, somente 3% de seus custos são pagos pelas empresas do setor elétrico; por se tratar de dinheiro do consumidor de energia, cabe à Aneel fiscalizar o seu uso.

## Diretoria
A Diretoria do ONS é integrada por um Diretor Geral e quatro Diretores, eleitos pela Assembleia Geral, sendo três membros indicados pelo Ministério de Minas e Energia e dois pelos agentes.

### Dirigentes em 2010[4]
- Hermes J. Chipp, Diretoria Geral, 2005 a 2016[5]
- Darico Pedro Livi
- István Gárdos
- Ronaldo Schuck
- Roberto José Ribeiro Gomes da Silva

### Dirigentes em 2022[2]
- Luiz Carlos Ciocchi, Diretoria Geral, desde 17 de maio de 2020
- Elisa Bastos Silva, Diretoria de Assuntos Corporativos, desde em 17 de maio de 2022
- Christiano Vieira da Silva, Diretoria de Operação, desde 17 de maio de 2022
- Marcelo Prais, Diretoria de TI, Relacionamento com Agentes e Assuntos Regulatórios, tendo sido diretor de Administração dos Serviços de Transmissão desde 17 de maio de 2020
- Alexandre Nunes Zucarato, Diretoria de Planejamento, tendo sido diretor de Planejamento e Programação da Operação desde 17 de maio de 2020

## Gastos excessivos
Em 2016, um relatório da Superintendência de Fiscalização Econômica e Financeira (SFF) da Aneel revelou diversos casos de desperdício de dinheiro, gastos indiscriminados e irregularidades cometidas pelo ONS, tudo bancado pelo consumidor de energia em sua conta de luz; o documento concluído em 29 de março de 2016 passou um "pente-fino" no orçamento e nos gastos do órgão realizados entre julho de 2013 e junho de 2014. No dia 30 de dezembro de 2013, véspera de réveillon, R$ 26.662,60 foram gastos na compra de terno, calça e camisa social em uma loja de grife, outros R$ 41.387,72 foram desembolsados nos seis meses seguintes para compra de sapatos, cintos, suéteres e meias, o ONS tentou justificar que o gasto extra de R$ 68 mil referia-se a um suposto “kit uniforme”, argumento não acatado pela Aneel. Entre maio e junho de 2014, período em que essas visitas foram fiscalizadas pela Aneel, a churrascaria Fogo de Chão foi visitada 15 vezes, Pobre Juan (quatro vezes) e Antiquarius (cinco vezes) também fizeram parte do roteiro. No dia 23 de junho de 2014, no tradicional Porcão, uma única conta chegou a R$ 2.503,60. Naqueles dois meses, os chamados “almoços especiais” custaram R$ 22.646,25. O Operador Nacional do Sistema Elétrico declarou que o relatório da Aneel não aponta irregularidades, mas sugestões de ajustes.
Em 2017, a Agência Nacional de Energia Elétrica publicou no “Diário Oficial da União”, uma resolução normativa que aumentava o controle sobre os gastos do Operador, a norma abrange diversos aspectos, entre eles "o estabelecimento de diretrizes gerais para melhoria da governança; as fontes de recursos do ONS; os reajustes e revisões orçamentárias; a regulação por incentivo e o rito para pagamento de multas". A norma é resultado da Audiência Pública (AP) 16/2013, que teve três etapas para contribuições da sociedade sobre o tema.
Em 2020, o jornal O Estado de S. Paulo publicou uma matéria revelando gasto de dinheiro pago pelo consumidor na conta de luz para bancar serviços sem qualquer tipo de relação com as obrigações da entidade que chegavam a quatrocentos mil reais, a ONS bancou corridas de rua, resorts, restaurantes de luxo e também realizou contratações sem licitação de massagistas para seus funcionários. As informações detalhadas desses gastos foram obtidas pelo Estado por meio da Lei de Acesso à Informação (LAI) e fazem parte de um relatório realizado pela Superintendência de Fiscalização Econômica e Financeira (SFF) da Agência Nacional de Energia Elétrica (Aneel), o órgão analisou as prestações de contas de 2014 a 2018 entregues pelo ONS.
A Aneel acusa o órgão de fazer uma administração “relapsa e desidiosa” e pede a devolução de mais de R$ 13 milhões, por entender que o Operador não conseguiu comprovar a necessidade das contratações.
Segundo integrantes do setor elétrico, a repercussão do caso prejudica a reeleição do atual diretor-geral, Luiz Eduardo Barata Ferreira, e acreditam que o nome do diretor de planejamento do ONS, Francisco Arteiro, ganhou ainda mais força para o cargo. Luiz Eduardo Barata Ferreira é filiado ao PT do Rio de Janeiro e por esse fato pode ter ainda mais dificuldade em se reeleger.

## Represas monitoradas
Eis a relação das principais represas monitoradas pelo Operador Nacional do Sistema Elétrico:
| Principais Bacias | Principais Reservatórios  | Represas                                     |
| ----------------- | ------------------------- | -------------------------------------------- |
| Rio Paranaíba     | Emborcação                | Represa de Emborcado                         |
|                   | Nova Ponte                |                                              |
|                   | Itumbiara                 | Represa de Itumbiara                         |
|                   | São Simão                 | Represa de São Simão                         |
| Rio Grande        | Marimbondo                | Represa de Marimbondo                        |
|                   | Água Vermelha             | Represa da Água Vermelha                     |
|                   | Mascarenhas de Moraes     | Represa Mascarenhas de Moraes                |
|                   | Furnas                    | Represa de Furnas                            |
| Rio Paraná        | Ilha Solteira/Três Irmãos | Represa da Ilha Solteira Represa Três Irmãos |
| Rio Paranapanema  | Capivara                  | Represa de Capivara                          |
|                   | Chavantes                 | Represa de Chavantes                         |
|                   | Jurumirim                 | Represa Armando Avellanal Laydner            |

| Principais Bacias | Principais Reservatórios | Represas                  |
| ----------------- | ------------------------ | ------------------------- |
| Rio Iguaçu        | Salto Santiago           | Represa de Salto Santiago |
|                   | Segredo                  | Represa de Segredo        |
| Rio Jacuí         | Passo Real               | Represa Passo Real        |
| Rio Uruguai       | Passo Fundo              | Represa de Passo Fundo    |

| Principais Bacias | Principais Reservatórios | Represas               |
| ----------------- | ------------------------ | ---------------------- |
| Rio São Francisco | Sobradinho               | Represa de Sobradinho  |
|                   | Três Marias              | Represa de Três Marias |
|                   | Itaparica                | Represa de Itaparica   |

| Principais Bacias | Principais Reservatórios | Represas                 |
| ----------------- | ------------------------ | ------------------------ |
| Rio Tocantins     | Serra da Mesa            | Represa da Serra da Mesa |
|                   | Tucuruí                  | Represa de Tucuruí       |

- Relatório Anual de 2021 do ONS

- Lista de usinas hidrelétricas do Brasil
- Tarifas de energia elétrica